# Maps (Lesley Roy)
Maps è un singolo della cantante irlandese Lesley Roy, pubblicato il 26 febbraio 2021 su etichetta discografica Universal Music Denmark.
Il brano è stato selezionato per rappresentare l'Irlanda all'Eurovision Song Contest 2021.

## Descrizione
Lesley Roy era stata selezionata internamente dall'emittente radiotelevisiva irlandese RTÉ per rappresentare il paese all'Eurovision Song Contest 2020 con Story of My Life. In seguito alla cancellazione dell'evento, a dicembre 2020 RTÉ ha confermato di averla riselezionata internamente per l'edizione successiva, che si sarebbe svolta nuovamente nella città olandese di Rotterdam. Il suo nuovo brano eurovisivo, Maps, è stato annunciato il 19 febbraio 2021 e pubblicato sulle piattaforme digitali una settimana dopo.
Nel maggio successivo, Lesley Roy si è esibita nella prima semifinale eurovisiva, piazzandosi all'ultimo posto su 16 partecipanti con 20 punti totalizzati e non qualificandosi per la finale.

## Video musicale
Il video musicale di Maps, diretto da Ais Brady e girato sui monti Wicklow, è stato trasmesso in anteprima al programma di RTÉ Breakfast with Doireann & Eoghan, e mezz'ora dopo è stato pubblicato sul canale YouTube dell'Eurovision Song Contest in concomitanza con commercializzazione del brano.

## Tracce
Testi e musiche di Lesley Roy, Lukas Hällgren, Philip Strand ed Emelie Eriksson.
1. Maps – 2:52

## Classifiche
| Classifica (2021) | Posizione massima |
| ----------------- | ----------------- |
| Irlanda           | 76                |
| Lituania          | 96                |